# Eduard Schaller

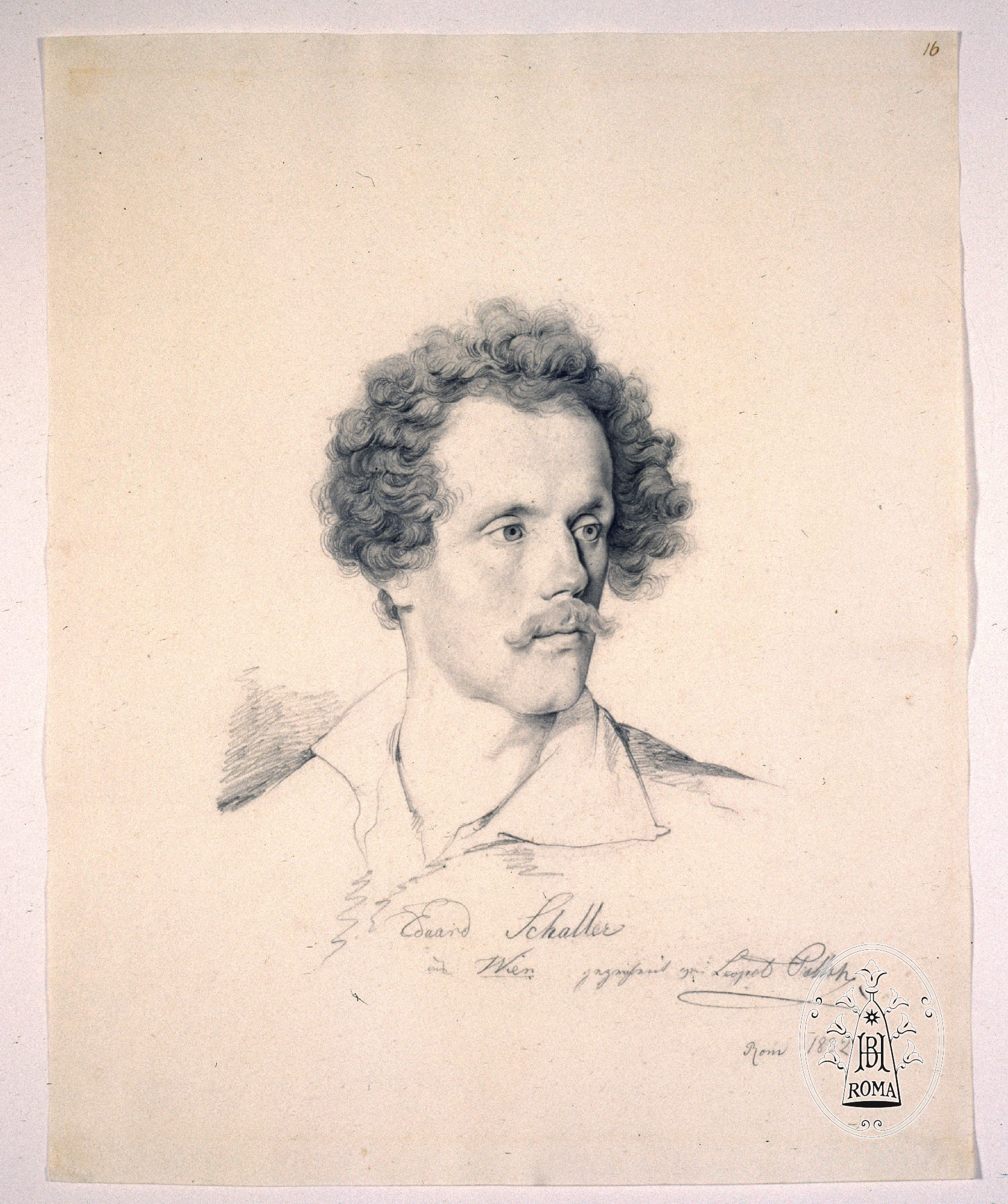
Porträt Eduard Schaller, Leopold Pollack, Rom 1832, Zeichnung

Eduard Schaller (* 1802 in Wien; † 2. Februar 1848 ebenda) war ein österreichischer Historien- und Kirchenmaler.

## Leben
Eduard Schaller wurde 1802 in Wien als Sohn des Historienmalers Anton Schaller (1773–1844) in eine Künstlerfamilie geboren. Sein Onkel Johann Nepomuk Schaller (1777–1842) war Bildhauer, sein jüngerer Bruder Ludwig (1804–1865) wurde ebenfalls Bildhauer.
Schaller erhielt seine erste Ausbildung bei seinem Vater, ehe er die Wiener Akademie der bildenden Künste besuchte, wo er Schüler von Josef Redl und ab 1823 auch von seinem Onkel Johann Schaller wurde. An der Akademie schloss er Freundschaft mit Leopold Schulz, Heinrich Schwemminger, Adam Brenner und Gebhard Flatz.
Nach dem Studium übernahm er eine Stelle als Zeichenlehrer im ungarischen Hause des Fürsten von Auersperg und blieb auch bei der Familie, als diese 1828 nach Prag übersiedelte. In Prag machte er Bekanntschaft mit Joseph Führich und Leopold Pollak. Schaller blieb bis 1831 im Hause Auersperg und begleitete die Familie auch auf Reisen, etwa 1831 nach Italien. Hier traf er in Rom Leopold Schulz, dem er dann von Oktober 1832 bis in den Sommer 1836 nach München folgte. In München setzte er seine Studien bei Peter von Cornelius fort. 1836 ging er zurück in seine Heimatstadt Wien und ließ sich in der Josephstadt nieder, wo er am 2. Februar 1848 nach zweimonatiger Krankheit an „Entartung des Magens“ verstarb.

## Werke
- Christus mit den Jüngern zu Emmaus. 1826
- Prinzessinnen Auersperg. Bleistiftzeichnung
- Huldigung der Ungarn vor Kaiserin Maria Theresia im Jahr 1741. Aquarell, (Wien, ÖNB)
- Abraham’s Begegnung mit den Engeln
- die Gesetzgebung auf dem Sinai
- der heilige Laurentius unter den Armen
- drei Engel von Abraham bewirthet
- Richard Löwenherz mit Blondel auf Dürenstein an der Donau
- der Graf von Habsburg einem Priester sein Pferd anbietend
- König Enzio im Kerker
- wie Leopold der Erlauchte dem auf der Jagd von einem Bären bedrohten Kaiser Otto III. einen Jagdspeer reicht
- drei Altarbilder (Madonna, heilige Anna und der heilige Wenzel) für den Fürsten v. Schwarzenberg
- Im Auftrage des Kaisers Ferdinand I. schuf er ein Altargemälde für eine Missionskirche in Ägypten.
- Hochaltarbild des Hl. Wenzel für die Kirche in Neusattel, Böhmen, 1844.